# Uromyces tragi
Uromyces tragi ist eine Ständerpilzart aus der Ordnung der Rostpilze (Pucciniales). Der Pilz ist ein Endoparasit des Süßgrases Tragus berteroanus. Symptome des Befalls durch die Art sind Rostflecken und Pusteln auf den Blattoberflächen der Wirtspflanzen. Sie ist im Afrika südlich der Sahara verbreitet.

## Merkmale

### Makroskopische Merkmale
Uromyces tragi ist mit bloßem Auge nur anhand der auf der Oberfläche des Wirtes hervortretenden Sporenlager zu erkennen. Sie wachsen in Nestern, die als gelbliche bis braune Flecken und Pusteln auf den Blattoberflächen erscheinen.

### Mikroskopische Merkmale
Das Myzel von Uromyces tragi wächst wie bei allen Uromyces-Arten interzellulär und bildet Saugfäden, die in das Speichergewebe des Wirtes wachsen. Aecien oder Spermogonien der Art sind nicht bekannt. Die zimt- bis gelbbraunen Uredien des Pilzes wachsen beid- oder überwiegend oberseitig auf den Wirtsblättern. Seine goldenen bis zimtbraunen Uredosporen sind 23–27 × 19–22 µm groß, meist ellipsoid bis breitellipsoid und stachelwarzig. Die beidseitig wachsenden Telien der Art sind schwärzlich und bedeckt oder aus alten Uredien entstehend, sie besitzen keine Paraphysen. Die kastanienbraunen Teliosporen sind einzellig, in der Regel eckig eiförmig bis oval und 23–30 × 17–22 µm groß. Ihre Stiele sind farblos und bis zu 25 µm lang.

## Verbreitung
Das bekannte Verbreitungsgebiet von Uromyces tragi reicht von Kenia und Uganda bis nach Südafrika.

## Ökologie
Die Wirtspflanze von Uromyces tragi ist Tragus berteroanus. Der Pilz ernährt sich von den im Speichergewebe der Pflanzen vorhandenen Nährstoffen, seine Sporenlager brechen später durch die Blattoberfläche und setzen Sporen frei. Die Art verfügt über einen Entwicklungszyklus, von dem bislang lediglich Telien und Uredien sowie deren Wirt bekannt sind; Spermogonien und Aecien konnten dem Pilz nicht zugeordnet werden.